# Pingshan (köpinghuvudort i Kina, Jiangxi Sheng, lat 26,22, long 116,28)
Pingshan är en köpinghuvudort i Kina. Den ligger i provinsen Jiangxi, i den sydöstra delen av landet, omkring 280 kilometer söder om provinshuvudstaden Nanchang. Antalet invånare är 29 905. Befolkningen består av 14 351 kvinnor och 15 554 män. Barn under 15 år utgör 22,0 %, vuxna 15-64 år 69 %, och äldre över 65 år 8,0 %.
Runt Pingshan är det ganska tätbefolkat, med 179 invånare per kvadratkilometer. Närmaste större samhälle är Gucun, 13,7 km väster om Pingshan. I omgivningarna runt Pingshan växer huvudsakligen savannskog.
Genomsnittlig årsnederbörd är 2 191 millimeter. Den regnigaste månaden är maj, med i genomsnitt 351 mm nederbörd, och den torraste är oktober, med 24 mm nederbörd.